# 澤田ふじ子
澤田 ふじ子（さわだ ふじこ、1946年9月5日 - ）は、日本の作家、時代小説家。娘は小説家の澤田瞳子。

## 来歴
愛知県半田市生まれ。京都市在住。愛知県立女子大学（現・愛知県立大学）卒業後、高校教師、西陣織工等の勤めを経て、1973年作家デビュー。1975年『石女』で第24回小説現代新人賞を受賞。1982年『陸奥甲冑記』『寂野』で第3回吉川英治文学新人賞を受賞。2005年『高札の顔 酒解神社・神灯日記』で第23回京都府文化賞功労賞を受賞。以後、時代小説を中心として数々の作品を発表している。

## 作品リスト

### 単行本
- 『羅城門』（1978年10月 講談社）
  - 1983年1月 講談社文庫 ISBN 978-4061318175
  - 2001年9月 徳間書店 徳間文庫 ISBN 978-4198915735
- 『天平大仏記』（1980年5月  角川書店）
  - 1985年11月 講談社文庫 ISBN 978-4061836327
  - 2005年3月 中公文庫 ISBN 978-4122045002
- 『陸奥甲冑記』（1981年1月 講談社）(坂上田村麻呂と阿弖流為を描く）
  - 1985年5月 講談社文庫 ISBN 978-4061835078
  - 2004年9月 中公文庫 ISBN 978-4122044173
- 『染織曼荼羅』（1981年2月 朝日新聞社）（染と織についての入門書）
  - 1986年8月 中公文庫 ISBN 978-4122013469
- 『寂野』（1981年4月 講談社）（吉岡清十郎の一族を描く）
  - 1987年3月 講談社文庫 ISBN 978-4061839441
  - 1999年12月 徳間文庫 ISBN 978-4198912260
- 『利休啾々』（1982年2月 講談社） ISBN 978-4061308367
  - 1987年12月 講談社文庫 ISBN 978-4061841321
  - 2003年10月 徳間文庫 ISBN 978-4198919566
- 『けもの谷』（1982年1月 講談社） ISBN 978-4061308398
  - 1990年4月 徳間文庫 ISBN 978-4195990735
  - 2001年3月 光文社時代小説文庫 ISBN 978-4334731342
- 『淀どの覚書』（1983年1月 講談社） ISBN 978-4062004213
  - 1987年3月 徳間文庫 ISBN 978-4195982525
  - 2001年6月 勁文社 ケイブンシャ文庫 ISBN 978-4766938548
  - 2006年2月 光文社文庫 ISBN 978-4334740245
- 『討たれざるもの』（1983年3月 中央公論社・Cノベルス）ー短編集
  - 1985年10月 中公文庫 ISBN 978-4122012622
  - 2008年9月 徳間文庫 ISBN 978-4198928513
- 『修羅の器』（1983年11月 朝日新聞社）（水野守隆を描く）
  - 1988年12月 集英社文庫 ISBN 978-4087494143
  - 2003年11月 光文社時代小説文庫 ISBN 978-4334735920
- 『黒染の剣』 （1984年1月 講談社） （「寂野」の完結篇）
  - 1987年9月 徳間文庫 ISBN 978-4195983607
  - 2000年11月 ケイブンシャ文庫 ISBN 978-4766936520
  - 2002年12月 幻冬舎文庫
- 『葉菊の露』（1984年10月 中央公論社）（郡上藩凌霜隊の戊辰戦争を描く）
  - 1987年8月 中公文庫
- 『染織草紙』（1984年12月 文化出版局） のち廣済堂文庫—ヒューマン・セレクト ISBN 978-4331650820
- 『七福盗奇伝』（1985年1月 角川書店） ISBN 978-4048723923
  - 1988年10月 徳間文庫 ISBN 978-4195986233
  - 1999年7月 広済堂文庫 ISBN 978-4331607664
  - 2003年9月 中公文庫 ISBN 978-4122042551
- 『夕鶴恋歌』（1985年3月 講談社） ISBN 978-4062018517
  - 1989年1月 徳間文庫 ISBN 978-4195986813
  - 2001年11月 光文社時代小説文庫 ISBN 978-4334732332
- 『花篝 小説日本女流画人伝』実業之日本社, 1985.10 のち中公文庫、光文社文庫
- 『蜜柑庄屋・金十郎』（1985年6月 集英社文庫） ISBN 978-4087490022
  - 『黒髪の月』（2000年8月 徳間文庫） ISBN 978-4198913557 集英社文庫を改題
    - 2009年2月 光文社時代小説文庫 ISBN 978-4334745516
- 『花僧』中央公論社, 1986.10　「花僧―池坊専応の生涯」(中公文庫)
- 『忠臣蔵悲恋記』講談社, 1986.12 のち徳間文庫
- 『闇の絵巻』新人物往来社, 1986.4 のち徳間文庫、光文社文庫（秀吉時代の狩野派対長谷川派の確執と暗闘を描く）
- 『森蘭丸』講談社, 1986.7 のち徳間文庫、光文社文庫
- 『千姫絵姿』秋田書店, 1987.6 のち新潮文庫
- 『虹の橋』（1987年9月 中央公論社） ISBN 978-4120016134
  - 1993年8月 中公文庫 ISBN 978-4122020207
  - 2009年5月 徳間文庫 ISBN 978-4198929756
- 『花暦―花にかかわる12の短篇』中央公論社、1988　のち広済堂文庫、徳間文庫
- 『覇王の女 春日局・波乱の生涯』(カッパ・ノベルス) 光文社, 1988.7　『江戸の鼓 春日局の生涯』広済堂文庫、1992　のち徳間文庫 2006
- 『聖徳太子』(少年少女伝記文学館 小市美智子 画. 講談社, 1988.9
- 『天涯の花 小説・未生庵一甫』中央公論社, 1989.4 のち文庫
- 『親鸞』(京都・宗祖の旅) 淡交社, 1990.10
- 『嫋々の剣』徳間書店, 1990.10 ー短編集　のち徳間文庫
- 『もどり橋』中央公論社, 1990.4 のち文庫、光文社時代小説文庫
- 『空蝉の花 池坊の異端児・大住院以信』 (新潮書下ろし時代小説) 新潮社, 1990.5 のち文庫、中公文庫
- 『空海』 (京都・宗祖の旅) 淡交社, 1990.6
- 『火宅往来 日本史のなかの女たち 歴史ロマン』広済堂出版, 1990.8
- 『女人の寺 大和古寺逍遥』広済堂出版, 1991.10
- 『村雨の首 歴史小説集』広済堂出版, 1991.2
- 『流離の海 私本平家物語』新潮社, 1992.6 （東京新聞連載）のち中公文庫
- 『遍照の海』中央公論社、1992年　のち文庫、徳間文庫
- 『有明の月 豊臣秀次の生涯』広済堂出版, 1993.1　のち文庫
- 『女人絵巻 歴史を彩った女の肖像』徳間書店, 1993.10
- 『意気に燃える 情念に生きた男たち』広済堂出版, 1993.10
- 『歴史に舞った女たち』(広済堂文庫. 特選時代小説) 1993.2
- 『遠い蛍』徳間書店, 1993.7 短編集、のち文庫
- 『見えない橋』日本経済新聞社, 1993.9 のち新潮文庫、徳間文庫
- 『冬の刺客』徳間書店, 1994.10 のち文庫
- 『海の蛍 伊勢・大和路恋歌』学習研究社, 1994.2 ー短編集、のち広済堂文庫、徳間文庫
- 『絵師の首 小説江戸女流画人伝』新潮社, 1994.2 改題『雪椿 小説江戸女流画人伝』廣済堂文庫 1999.3
- 『閻魔王牒状 滝にかかわる十二の短篇』朝日新聞社, 1994.8 のち徳間文庫
- 『京都知の情景』読売新聞社 1995年 「京都知恵に生きる」中公文庫
- 『竹のしずく』(時代小説人情シリーズ) PHP研究所, 1995.9　「木戸のむこうに」幻冬舎文庫、徳間文庫
- 『狐火の町』書下ろし長篇時代小説 広済堂出版, 1995.9　のち文庫、中公文庫
- 『幾世の橋』新潮社, 1996.11 のち文庫、幻冬舎文庫
- 『重籐の弓』（1996年4月 徳間書店）ー短編集
  - 『将監さまの橋』（2001年1月 徳間文庫） ISBN 978-4198914363 改題
    - 2008年11月 光文社時代小説文庫 ISBN 978-4334745059
- 『天空の橋』徳間書店, 1997.6 のち文庫、中公文庫
- 『瀧桜 珠玉時代短篇集』(廣済堂文庫. 特選時代小説), 1998.10
- 『天の鎖 小説・日本庶民通史 平安篇』新人物往来社, 1998.10 
  - 「延暦少年記」「応天門炎上」「けものみち」中公文庫
- 『惜別の海』新潮社, 1998.4 秀吉の朝鮮出兵を描く　のち幻冬舎文庫、中公文庫
- 『はぐれの刺客』徳間書店, 1999.11 のち文庫、光文社時代小説文庫
- 『螢の橋』幻冬舎, 1999.11 真田大助と豊臣家残党を描く　のち文庫、徳間文庫
- 『火宅の坂』徳間書店, 2001.10 のち文庫、光文社文庫
- 『風浪の海』(廣済堂文庫. 特選歴史読物), 2001.11
- 『大蛇（おろち）の橋』幻冬舎, 2001.4 のち文庫
- 『村雨の首 傑作歴史小説集』(廣済堂文庫. 特選時代小説), 2001.7
- 『雁の橋』幻冬舎、2002年　のち文庫
- 『女人の寺』(廣済堂文庫. 特選歴史読物) 2002.5
- 『高札の顔 酒解神社・神灯日記』（2005年2月 徳間書店） ISBN 978-4198619787
  - 2007年9月 徳間文庫 ISBN 978-4198926601
- 『宗旦狐 茶湯にかかわる十二の短編』徳間書店, 2005.5 のち光文社文庫
- 『暗闇心中』 (ワンツー時代小説文庫) ワンツーマガジン社, 2005.12
- 『これからの橋—澤田ふじ子自選短編集』（2007年1月 中央公論新社）のち文庫
- 『深重(じんじゅう)の橋』中央公論新社, 2010.2 のち文庫（応仁の乱前後の時代を舞台に描く）
- 『天皇(みかど)の刺客』徳間書店, 2013.4 のち文庫（幕末の暗闘を描く）

#### 禁裏御付武士事件簿
- 『神無月の女』（1991年1月 実業之日本社） ISBN 978-4408531427
  - 1997年5月 徳間文庫 ISBN 978-4198906856
- 『朝霧の賊』（1993年5月 実業之日本社） ISBN 978-4408531960
  - 1997年10月 徳間文庫 ISBN 978-4198907709
- 『王事の悪徒』（2003年1月 徳間書店） ISBN 978-4198616274
  - 2005年1月 徳間文庫 ISBN 978-4198921828

#### 公事宿事件書留帳
- 『闇の掟』（1991年6月 廣済堂出版） ISBN  978-4331054673
  - 1995年5月 広済堂文庫 ISBN 978-4331604649
  - 2000年12月 幻冬舎文庫 ISBN 978-4344400443
- 『木戸の椿』（1992年9月 廣済堂出版） ISBN 978-4331055366
  - 1996年1月 広済堂文庫 ISBN 978-4331605066
  - 2000年12月 幻冬舎文庫 ISBN 978-4344400450
- 『拷問蔵』（1993年11月 廣済堂出版） ISBN 978-4331055946
  - 1996年4月 広済堂文庫 ISBN 978-4331605189
  - 2001年2月 幻冬舎文庫 ISBN 978-4344400696
- 『奈落の水』（1997年11月 廣済堂出版） ISBN 978-4331057469
  - 2001年4月 幻冬舎文庫 ISBN 978-4344400931
- 『背中の髑髏』（1999年5月 廣済堂出版） ISBN 978-4331058091
  - 2001年8月 幻冬舎文庫 ISBN 978-4344401419
- 『ひとでなし』（2000年11月 幻冬舎） ISBN 978-4344000407
  - 2002年6月 幻冬舎文庫 ISBN 978-4344402430
- 『にたり地蔵』（2002年6月 幻冬舎） ISBN 978-4344002067
  - 2003年12月 幻冬舎文庫 ISBN 978-4344404656
- 『恵比寿町火事』（2003年6月 幻冬舎） ISBN 978-4344003491
  - 2004年12月 幻冬舎文庫 ISBN 978-4344405875
- 『悪い棺』（2003年12月 幻冬舎） ISBN  978-4344004382
  - 2005年6月 幻冬舎文庫 ISBN 978-4344406599
- 『釈迦の女』（2004年7月 幻冬舎） ISBN 978-4344006461
  - 2005年11月 幻冬舎文庫 ISBN 978-4344407213
- 『無頼の絵師』（2005年5月 幻冬舎） ISBN 978-4344007826
  - 2006年12月 幻冬舎文庫 ISBN 978-4344408746
- 『比丘尼茶碗』（2006年2月 幻冬舎） ISBN 978-4344011175
  - 2007年10月 幻冬舎文庫 ISBN 978-4344410275
- 『雨女』（2006年8月 幻冬舎） ISBN 978-4344012158
  - 2008年6月 幻冬舎文庫 ISBN 978-4344411418
- 『世間の辻』（2007年1月 幻冬舎） ISBN 978-4344012813
  - 2008年10月 幻冬舎文庫 ISBN 978-4344412071
- 『女衒の供養』（2007年9月 幻冬舎）　ISBN 978-4344013872
  - 2009年6月 幻冬舎文庫 ISBN 978-4344413146
- 『千本雨傘』（2008年7月 幻冬舎）　ISBN 978-4344015418
  - 2010年6月 幻冬舎文庫 ISBN 978-4344414914
- 『遠い椿』（2009年4月 幻冬舎） ISBN 978-4344016675
  - 2011年6月 幻冬舎文庫　ISBN 978-4344416925
- 『奇妙な賽銭』（2010年4月 幻冬舎） ISBN 978-4344018150
  - 2011年12月 幻冬舎文庫 ISBN 978-4344417816
- 『血は欲の色』（2011年6月 幻冬舎）のち文庫
- 『鴉浄土』 (2012年7月 幻冬舎)  のち文庫
- 『虹の見えた日』幻冬舎, 2013.11　のち文庫
- 『冤罪凶状』幻冬舎、2015　のち文庫

#### 足引き寺閻魔帳
- 『足引き寺閻魔帳』 （1995年7月 徳間書店） ISBN 978-4198603212
  - 2000年5月 徳間文庫 ISBN 978-4198913052
- 『女狐の罠』（1998年4月 徳間書店） ISBN 978-4198608361
  - 2002年5月 徳間文庫 ISBN 978-4198917036
- 『聖護院の仇討』（2000年4月 徳間書店） ISBN 978-4198611668
  - 2003年1月 徳間文庫 ISBN 978-4198918217
- 『嵐山殺景』（2003年9月 徳間書店） ISBN 978-4198617271
  - 2005年7月 徳間文庫 ISBN 978-4198922740
- 『悪の梯子』（2004年10月 徳間書店） ISBN 978-4198619299
  - 2006年9月 徳間文庫 ISBN 978-4198924843
- 『山姥の夜』（2006年4月 徳間書店） ISBN 978-4198621568
  - 2009年1月 徳間文庫 ISBN 978-4198929114
- 『暗殺の牒状』（2007年5月 徳間書店） のち文庫
- 『亡者の銭』（2008年3月 徳間書店） のち文庫
- 『妻敵にあらず』（2009年3月 徳間書店） のち文庫
- 『再びの海』徳間文庫、2013

#### 真贋控帳
- 『これからの松』（1995年11月 朝日新聞社）（朝日新聞連載）
  - 1999年4月 徳間文庫 ISBN 978-4198910846
  - 2006年11月 光文社文庫 ISBN 978-4334741594
- 『霧の罠』（2000年11月 徳間書店） ISBN 978-4198613846
  - 2003年7月 徳間文庫 ISBN 978-4198919122
  - 2007年2月 光文社文庫 ISBN 978-4334742058
- 『地獄の始末』（2001年7月 徳間書店） ISBN 978-4198612672
  - 2004年1月 徳間文庫 ISBN 978-4198919993
  - 2007年11月 光文社文庫 ISBN 978-4334743437

#### 高瀬川女船歌
- 『高瀬川女船歌』（1997年11月 新潮社） ISBN 978-4103760061
  - 2000年8月 新潮文庫  2003年4月 幻冬舎文庫 徳間文庫
- 『いのちの蛍』（2000年2月 新潮社） ISBN 978-4103760092
  - 2003年4月 幻冬舎文庫 徳間文庫
- 『銭とり橋』（2003年4月 幻冬舎） ISBN 978-4344003286
  - 2004年8月 幻冬舎文庫 徳間文庫
- 『篠山早春譜』（2005年3月 幻冬舎） ISBN 978-4344007611
  - 2006年10月 幻冬舎文庫 徳間文庫、2014
- 『あんでらすの鐘』2011年1月　中央公論新社 のち文庫、徳間文庫
- 『仇討ちの客』2011年8月　中央公論新社 のち文庫、徳間文庫
- 『奈落の顔』2012年4月　中央公論新社 のち徳間文庫
- 『偸盗の夜』2013年9月　中央公論新社 のち徳間文庫
- 『似非遍路』徳間書店、2015　のち文庫

#### 祇園社神灯事件簿
- 『奇妙な刺客』（2000年3月 廣済堂出版） ISBN 978-4331058480
  - 2001年12月 中公文庫 ISBN 978-4122039469
- 『夜の腕』（2002年3月 中央公論新社） ISBN 978-4120032455
  - 2004年3月 中公文庫 ISBN 978-4122043374
- 『真葛ヶ原の決闘』（2004年3月 中央公論新社） ISBN 978-4120035029
  - 2006年4月 中公文庫 ISBN 978-4122046788
- 『お火役凶状』（2006年5月 中央公論新社） ISBN 978-4120037313
  - 2009年1月 中公文庫 ISBN 978-4122051041
- 『神書板刻』（2007年11月 中央公論新社）のち徳間文庫

#### 土御門家・陰陽事件簿
- 『大盗の夜』（2002年7月 光文社） ISBN 978-4334923624
  - 2004年11月 光文社文庫 ISBN 978-4334737856
- 『鴉婆』（2003年10月 光文社） ISBN 978-4334924126
  - 2005年11月 光文社文庫 ISBN 978-4334739812
- 『狐官女』（2005年11月 光文社） ISBN 978-4334924768
  - 2008年2月 光文社文庫 ISBN 978-4334743857
- 『逆髪』（2007年6月 光文社） のち文庫
- 『雪山冥府図』（2008年12月 光文社）のち文庫
- 『冥府小町』光文社、2011　のち文庫

#### 京都市井図絵
- 『花籠の櫛』（2004年6月 徳間書店） ISBN 978-4198618698
  - 2006年1月 徳間文庫 ISBN 978-4198923600
- 『やがての螢』（2006年1月 徳間書店） ISBN 978-4198621162
  - 2008年1月 徳間文庫 ISBN 978-4198927219
- 『短夜の髪』光文社、2012　のち文庫
- 『青玉の笛』光文社、2014　のち文庫